# 沙窝镇
沙窝镇，是中华人民共和国河南省信阳市新县下辖的一个乡镇级行政单位。

## 行政区划
沙窝镇下辖以下地区：
街道社区、王山村、沙坪村、曾畈村、罗汉村、吴湾村、汪冲村、油榨村、杨畈村、熊河村、高山村、匡湾村、刘湾村和朴店村。